# Saint-Laurent (Creuse)
Saint-Laurent ist eine Gemeinde in Frankreich. Sie gehört zur Region Nouvelle-Aquitaine, zum Département Creuse, zum Arrondissement Guéret und zum Kanton Guéret-1. Sie grenzt im Norden an Ajain, im Nordosten an Pionnat, im Südosten an Mazeirat, im Südwesten an La Saunière und im Westen an Sainte-Feyre. Die Creuse bildet die Grenze zu Pionnat.

## Bevölkerungsentwicklung
| Jahr      | 1962 | 1968 | 1975 | 1982 | 1990 | 1999 | 2008 | 2018 |
| --------- | ---- | ---- | ---- | ---- | ---- | ---- | ---- | ---- |
| Einwohner | 426  | 462  | 425  | 493  | 478  | 539  | 648  | 694  |